# برنارد تشومي
بيرنارد تشومي (بالفرنسية: Bernard Tschumi)‏ معماري سويسري (من مواليد عام 1944 في لوزان، سويسرا). يُعتبر من رواد العمارة التفكيكية. من أشهر مشاريعه حديقة دي لافيليت في باريس، التي ظهرت فيها فكرة تشومي التصميمية كمغامرة جديدة مبتكرة في تنسيق الحدائق، حيث ارتكزت فكرته بشكل أساسي على الفصل وعدم الربط (Disjunction) والذي تم بالعاون مع جاك دريدا وبيتر أيزنمان.

## فلسفته بالعمارة التفكيكية
يتزعم تشومي اتجاه معين داخل العمارة التفكيكية هذا الاتجاه هو قلب هذه المدرسة وهو مايسمى ب«الحماقة المعمارية» أو "folly"، حيث يتمادى بعض المعماريين في تطبيقه. وهو عبارة عن مباني ذات هيكل انشائي عديم الفائدة، وليس فيها أي جدوى أو استفادة سكنية أو غيرها من الاستخدامات.
ربط كل من تشومي وبيتر ايزنمان، الحركة بنظرية معمارية: بحيث يجب أن تتحرك العمارة بعيدا عن صلابة المدلولات الطبيعية والتعارضات إلى التقليدية ومن أمثلة ذلك: التباين بين شكل المبنى والأرض المقام عليها، التباين التقليدى بين الهيكل الإنشائي والزخارف.
عمارة الديكونستركشن أصبحت مركز نظريات الفن والعمارة في أمريكا في فترة الثمانينات. أصبحت هي الاتجاه الاكاديمى الرسمي في بعض أقسام العمارة والأدب والفن في الجامعات الأمريكية. تدعو عمارة الديكونستركشن إلى هدم كل الاسس الهندسية التقليدية، كما تدعو إلى تفكيك المنشات إلى أجزاء. وإلى إعادة النظر في العلاقات سواء كانت الإنسانية أو العمرانية. الديكونستركشن لا تعنى الهدم كما يدل ظاهرها ويرى تشومي أن هناك هدم ايجابى أو هدم أو إعادة بناء. وهي مرتبطة بفطرة الإنسان حيث أن الطفل يفكك اللعبة والراديو بشغف لمعرفة محتوياته وكيف يعمل من هنا يمكن إدراك ان الديكونستركشن من الغرائز الأساسية المبهجة للإنسان.

## أهم أعماله
- حدائق دي لا فيليت، باريس
- كلية العمارة في جامعة فلوريدا الدولية، ميامي
- قاعة الفريد ليرنيه في جامعة كولومبيا، نيويورك
- كلية العمارة بجامعة Marne-la-Vallée، فرنسا
- جاليري الفيديو الزجاجي، هولندا
- مركز الطلاب، نيويورك
- متحف الأكروبولس الجديد، أثينا
- البرج الأزرق، نيويورك
- قاعة ليموج للحفلات الموسيقية، ليموج - فرنسا
- قاعة روان للحفلات الموسيقية، روان - فرنسا
- بيتي ف العبور

## وصلات خارجية
- برنارد تشومي على موقع الموسوعة البريطانية (الإنجليزية)
- برنارد تشومي على موقع مونزينجر (الألمانية)
- الموقع الرسمي
- جاليري الفيديو الزجاجي في هولندا
- Review of T's design for Parc de la Villette
- Transform – FOLIES – PARC DE LA VILLETTE